# Ретро FM
«Ре́тро FM» (ранее — «Радио Ретро») — коммерческая музыкальная радиостанция, одна из самых популярных радиостанций России. Формат — Gold Retro. В эфире звучит советская/российская и зарубежная музыка 1960-х—2010-х годов. Соотношение зарубежной музыки к русской — 65/35. Радиостанция имеет 280 передатчиков в России, которые вещают более чем на 1800 городов и населенных пунктов, и ещё около 40 передатчиков на 10 стран. Также ведётся трансляция со спутников «Ямал 200» и «Intelsat 904». Начало вещания радиостанции — 13 января 1995 года как «Радио Ретро», 29 мая 2003 года как Ретро FM. Целевая аудитория станции — люди в возрасте 35—65 лет. Они составляют большинство слушателей. Ретро FM входит в состав «Европейской медиагруппы».
Ретро FM известно своими нестандартными эфирными и внеэфирными проектами, в частности, является организатором музыкального фестиваля «Легенды Ретро FM».

## История
- 13 января 1995 года в московском эфире «Радио-1 Останкино» (72,92 УКВ) появляются программы «Радио Ретро представляет», они выходят в эфир отдельными блоками длительностью 5 часов. Основу программы составляли советские шлягеры 1930—1970-х годов. Позже радиопрограмма стала самостоятельным проектом: 14 февраля 1996 года в Москве на 72,92 УКВ началось вещание «Радио Ретро».
- В 1998—1999 годах радиостанция начинает запускать своё вещание в крупных городах, в том числе в Санкт-Петербурге на 71,66 УКВ и Нижнем Новгороде на 105,9 FM.
- В 2000 году «Радио Ретро» вещало в Туле на частотах 69,02 УКВ и 102,7 FM (также в начале нулевых вещание было в Актюбинске, Алма-Ате, Белгороде, Бишкеке, Брянске, Иваново, Ижевске, Иркутске, Калуге, Комсомольске-на-Амуре, Курске, Минске, Оренбурге, Орле, Перми, Ставрополе, Старом Осколе, Твери, Череповце, Хабаровске, Ярославле).
- В 2001 году радиостанция получает лицензию на вещание в Москве на 88,3 FM и в Санкт-Петербурге на 88,0 FM.
- 7 мая 2001 года «Радио Ретро» вручили Профессиональную Премию Попова в области радиовещания.
- 25 и 26 апреля 2002 года в Вологде и Иванове прошел музыкальный фестиваль «Радио Ретро».
- В 2003 году творческий коллектив «Радио Ретро» вступил в переговоры с сотрудниками закрывшейся в 2000 году радиостанции «Радио России Ностальжи». Было принято решение, что новая радиостанция будет вещать на частоте 88.3 FM. Также было решено объединить эфир обеих радиостанций, чередуя советскую/российскую музыку с зарубежной. В результате объединения эфиров «Радио Ретро» и «Ностальжи» 29 мая 2003 года в эфир вышла новая станция — Ретро FM. Именно эта дата является официальным стартом.
- В январе 2004 года в Москве появилась «Вечеринка Ретро FM».
- В 2005 году был создан проект «Легенды Ретро FM». 17 декабря этого же года в СК «Олимпийский» прошёл первый фестиваль, а через два года шоу стало проходить ещё и в Санкт-Петербурге на площадке Ледового дворца.
- 9 марта 2007 года в московском спорткомплексе «Олимпийский» прошёл музыкальный фестиваль «Ретро FM в Сан-Ремо».
- Летом 2007 позывные Ретро FM услышали жители Украины. Практически сразу станция вошла в топ-3 по Украине. Рекламный слоган: «Ретро FM Украина» — самая большая радиосеть страны.
- В конце 2008 года в Москве и Санкт-Петербурге Ретро FM ушло из УКВ-диапазона. С тех пор вещание идёт только в FM-диапазоне и в интернете.
- В 2008 году на сайте «Ретро FM Украина» открываются 3 интернет-канала: «Dance», «Romantic Ballads», «Russian Collection» .
- С 2010 года Ретро FM проводит праздничный проект «Космическая неделя», посвящённый Дню космонавтики.
- 16 декабря 2010 года начал вещание филиал радиостанции в Беларуси — в Полоцке. Изначально белорусская версия радиостанции представляла собой полную ретрансляцию московской версии, через несколько недель в эфире появились местные блоки (реклама, новости, погода, программа музыкальных поздравлений «Феличита»; с 00:00 до 07:00 продолжала ретранслироваться московская версия в полном объёме). Принимать сигнал полоцкой версии «Ретро FM» можно было лишь на территории части Витебской области.
- С 2010 года на радиостанции «Ретро FM» проводится радиоверсия телеигры «Что? Где? Когда?»[1].
- 2 мая 2012 года жители Латвии впервые услышали позывные «Ретро FM». Станция заработала в Риге на 97,3 FM (с 2017 года — на 94,5 FM). Сейчас сеть «Ретро FM Латвия» насчитывает 4 города вещания.
- С зимы 2012 года проводится народная суперигра «13-я зарплата».
- В 2013, 2014 (на корабле «Liberty of the Seas»), 2016 (на корабле «Harmony of the Seas») и 2017 годах (на корабле «Freedom of the Seas») был проведён «Круиз Ретро FM» — путешествие по Италии, Франции и Испании.
- В 2014 году был проведен юбилейный международный фестиваль «Легенды Ретро FM 10 лет». Фестиваль прошёл в Москве и Петербурге и победил в номинации «лучший внеэфирный проект» премии «Радиомания-2015».
- В 2015 году на сайте Ретро FM открываются 3 интернет-канала: «Ретро FM 70-e», «Ретро FM 80-e» и «Ретро FM 90-e».
- С 2016 года международный фестиваль «Легенды Ретро FM» прошёл в Сочи. В первый раз фестиваль прошел во дворце спорта «Большой».
- В апреле 2017 года в Новосибирске прошёл фестиваль «Легенды Ретро FM».
- В мае 2017 на сайте Ретро FM открылись ещё 2 круглосуточных интернет-канала: «Вечеринка Ретро FM» и «Ретро FM Сан-Ремо».
- Летом 2017 года, Ретро FM снова получает премию «Радиомания». В специальной номинации «доверие зрителей и слушателей» радиостанция получила статуэтку за проведение международного музыкального фестиваля «Легенды Ретро FM» в двух столицах России.
- С 2017 года Ретро FM на Украине меняет слоган на «Проверено временем — одобрено миллионами» и обновляет формат ретро, помимо 70-х, 80-х, 90-х добавляют хиты 00-х, а также было урезано звучание советской/российской музыки в эфире (из-за продвижения в эфир музыки на украинском языке по законам страны), заменив её украинской музыкой 90-х, 00-х и 10-х.
- 15 августа 2020 года Ретро FM было закрыто в Казахстане. По обоюдному согласию, эфир был заменён на «Европу Плюс», которая входит в один холдинг с Ретро FM.
- 27 октября 2021 года перезапущен эфир Ретро FM в Казахстане с новыми партнёрами, которые ранее вещали местную станцию Восток FM. Сеть «Ретро FM Казахстан» насчитывает 26 городов вещания. Также был урезан ночной эфир, а именно вещание зарубежной/российской музыки из-за продвижения музыки на казахском языке (по законам страны). Также поменялся музыкальный формат радиостанции в дневном эфире: до 21:00 транслируется преимущественно русскоязычная музыка 1990—2000-х годов, зарубежная 1970—1990-х — с 21:00 до 00:00.
- 31 декабря 2021 года официально прекращено вещание «Ретро FM Украина», включая и интернет-потоки.
- 8 июня 2022 года расширено вещание Ретро FM в Республике Беларуси. Станция начала вещать в Минске на 96,9 FM[2]. Вместе с этим, из эфира радиостанции в Республике Беларуси исчезла программа поздравлений «Феличита», ранее записывавшаяся в Полоцке, а также вставки ведущих и интерактивные блоки в рамках программы «Первая смена». Помимо этого, в эфир стала вставляться ретро-музыка белорусских исполнителей под шапками «Наше Ретро FM» и «Белорусский флягер».
- С января 2023 года «Ретро FM Латвия» меняет эфирное оформление и подачу. Открываются внеэфирные подкасты и рубрики с гостями.
- 29 мая 2023 года радиостанция отметила своё 20-летие. В связи с этим событием 15 апреля состоялся концерт «Ретро FM. 20 лет» в МТС Live Hall, где поздравляли с юбилеем самую ностальгическую радиостанцию самые знаменитые российские артисты: Дмитрий Маликов, Олег Газманов, Таня Буланова, Александр Иванов (группа «Рондо»), Андрей Державин, Шура, Лада Дэнс, Сергей Минаев, «Русский Размер», Кай Метов, Наталья Сенчукова, Виктор Рыбин, Данко, Наталия Гулькина, Вадим Казаченко, Александр Айвазов.
- С 1 января 2024 прекращено вещание радио Ретро FM в Республике Беларусь, вместо него начало вещание Радио Ретро с собственным эфирным наполнением.

## Рейтинг
Ежедневная аудитория Ретро FM в России составляет почти 9 миллионов человек (почти 12,9 % населения России), еженедельная — более 20 миллионов человек (32,3 %). Ретро FM стабильно занимает 5 место по ежедневной аудитории в России и 3 место — в Москве и в Санкт-Петербурге.

## Программы
- «Первая Cмена» — утреннее шоу с 07:00 до 11:00. Игры с классными призами, искромётные шутки от ведущих, любимые песни и самые свежие новости. Ведущие — Саша Светлов и Рита Субботина.
- «Феличита» — программа по заявкам. В московском эфире с 14:00 до 15:00 (в регионах бывает ещё с 20:00 до 21:00). В Санкт-Петербурге программа по заявкам отсутствует.
- «Вечеринка Ретро FM» — музыкальная вечеринка с 21:00 до полуночи. Танцевальные суперхиты в уникальном живом миксе! Энергичная музыка для весёлого отдыха, всё самое зажигательное и танцевальное из 70х, 80х и 90х в прямом эфире.
- «Дорогие Гости» — каждое воскресенье с 13:00 до 14:00 в студию Ретро FM приходят звёзд шоу-бизнеса, кино, телевидения, спорта и других обладателей громких имён. Знаменитые людям отвечают на неожиданные и смешные вопросы, которые задают слушатели Ретро FM. Ведущий — Максим Ковалевский.
- «Утренний Экспресс» — утреннее шоу с 04:00 до 07:00. Помогает проснуться всем «жаворонкам» страны, заряжает бодростью и создаёт хорошее настроение на целый день! Ведущий — Никита Лебедев.
- «Что? Где? Когда?» — по будням в 09:45. Радиоверсия легендарной телеигры! Стать знатоком может каждый! Можно позвонить на Ретро FM, ответьте на один из лучших вопросов легендарной телеигры и выиграйте до 30 000 рублей. Телезрители против слушателей! Пусть победит сильнейший!
- «Глобальный Гороскоп» — каждый час с 4:00 до 11:00 по будням, а также с 8:00 до 10:00 по выходным. Каждый день главный астролог страны Павел Глоба представляет гороскоп, подготовленный специально для слушателей Ретро FM.
- Новости — о самом главном. Коротко и по делу. Каждые полчаса по будням утром и каждый час в течение дня журналисты готовы поделиться с вами самой интересной и проверенной информацией.

Также в эфире присутствуют прогноз погоды и сезонные рубрики: «Хит сезона», «Весеннее обновление» (в апреле) и «Моя любимая песня» (с августа по сентябрь).

## Диджеи и ведущие

### Нынешние
- Ведущие шоу: Саша Светлов и Рита Субботина («Первая смена»), Максим Ковалевский («Дорогие гости» по воскресеньям).
- Диджеи: Олег Орлов, Денис Дружинин, Руслан Романов, Таня Годунова, Антон Веселов, Андрей Мареев, Илья Глебов, Никита Лебедев; в Санкт-Петербурге — Олег Суворов, Евгений Гладков, Вадим Крылов, Денис Волков.
- Ведущие новостей: Вадим Ривман, Марат Бикметов, Артём Самойлов, Дмитрий Королев; в Санкт-Петербурге — Влад Егоров и Данила Бурлакин.

### Бывшие
- Яна Ветрова
- Наташа Фёдорова
- Роман Чехов
- Николай Крупатин
- Дмитрий Уханев
- Александр Фадеев
- Таня Нестерова (Санкт-Петербург)
- Никита Белов
- Алла Волгина
- Алексей Журавлёв
- Матвей Квасов
- Роман Емельянов
- Татьяна Вишневская
- Сергей Майоров
- Александр Панкратов
- Света Молодцова
- DJ Чайкин
- Иван Соловьев
- Александр Минаев (шоу «Первая смена», 2007—2022)
- Ева Корсакова (шоу «Первая смена», 2020—2022)

## Награды
- Профессиональная Премия Александра Попова в области радиовещания в 2001 году.
- Премия «Радиомании-2005» в номинации «лучшее оформление эфира радиостанции»
- Премия «Радиомании-2007» в номинации «детская программа» — программа «Радиочебурашки», представленная в Саратове
- Премия «Радиомании-2007» в номинации «диджей года» — ведущий Никита Белов
- Премия «Радиомании-2007» в номинации «лучшая просветительская программа» — программа «Работа над ошибками»
- Премия «Радиомании-2008» в номинации «информационный ведущий» — ведущий новостей на Ретро FM Денис Лизин
- Премия «Радиомании-2009» в номинации «лучшее ток-шоу страны» — программа «Достань звезду с Максимом Ковалевским»
- Премия «Радиомания-2010» в номинации «лучший ведущий музыкальных программ» — ведущий Антон Веселов
- Премии «Радиомания-2012» в номинации «лучшее оформление эфира радиостанции»
- С 2014 года фестиваль «Легенды Ретро FM» официально считается одним из самых грандиозных шоу-программ в России и главным фестивалем ретро музыки.
- Премия «Радиомании-2015» в номинации «лучший вне эфирный проект» — проведение юбилейного международного музыкального фестиваля «Легенды Ретро FM 10 лет»
- Премия «Радиомании-2016» в номинации «лучший вне эфирный проект» — проведение международного музыкального фестиваля «Легенды Ретро FM» в Сочи
- Премия «Радиомании-2016» в номинации «лучший танцевальный проект» — "Вечеринка Ретро FM"
- Премия «Радиомании-2016» в номинации «профессионал музыкальной радиостанции» — диджей Таня Годунова
- Премия «Радиомании-2017» в номинации «лучший вне эфирный проект» — «Легенды Ретро FM» — фестиваль двух столиц
- Премия «Радиомании-2017» в специальной номинации «доверие зрителей и слушателей» — проведение международного музыкального фестиваля «Легенды Ретро FM» в Москве и Санкт-Петербурге
- Премия «Радиомании-2018» в номинации «радиоведущий, радио DJ» — Олег Орлов
- Премия «Радиомании-2018» в номинации «разговорная развлекательная программа, радио-игра» — Радиоигра «Что? Где? Когда?»

## Вечеринка Ретро FM
«Вечеринка Ретро FM» — проект, который выходит не только в вечернем эфире радиостанции, но и в клубах по всей России и странах СНГ с 2004 года.
На сегодняшний день «Вечеринки Ретро FM» проходят также в Абакане, Санкт-Петербурге, Киеве, Красноярске, Кишинёве, Березниках, Владимире, Воронеже, Казани, Краснодаре, Междуреченске, Нижнем Новгороде, Новокузнецке, Новосибирске, Омске, Перми, Ростове-на-Дону, Самаре, Трёхгорном, Тюмени, Челябинске, Якутске, Липецке, Хабаровске, Южно-Сахалинске, Мурманске и во многих других.

## Легенды Ретро FM
«Легенды Ретро FM» — ежегодный международный музыкальный фестиваль в Москве и Санкт-Петербурге — крупнейший внеэфирный проект, организованный радиостанцией «Ретро FM». Участники фестиваля — российские и зарубежные популярные исполнители 1970-х, 1980-х и 1990-х годов. Фестиваль с 2005 года проходит в Москве и с 2007 — в Санкт-Петербурге, а также в 2016 — в Сочи и в 2017 — в Новосибирске.
Онлайн-трансляция концерта ведётся на официальном сайте проекта и на телеканале ПИК ТВ. По России показ фестиваля Ретро FM по телевидению стал второй по популярности музыкальной программой, лишь немного уступив одному из проектов Первого канала.

## Города вещания
Сеть объединяет более 260 городов в 11 странах, включая все 15 городов-миллионников России. Список городов можно найти на сайте Ретро FM.

## Спутниковое и онлайн вещание

### Спутниковое вещание
С 5 сентября 2011 года ведётся спутниковое вещание на спутнике Eutelsat 36B в радиопакете Триколор ТВ.

### Ретро FM On-Line
В Интернете доступно 6 онлайн-каналов в формате высокой чёткости:
- «Ретро FM» — прямой эфир;
- «Ретро FM 70-e» — самая популярная музыка 70-х годов;
- «Ретро FM 80-e» — самая популярная музыка 80-х годов;
- «Ретро FM 90-e» — самая популярная музыка 90-х годов;
- «Вечеринка Ретро FM» — лучшая дискотечная музыка 70-х, 80-х и 90-х годов;
- «Ретро FM Сан-Ремо» — лучшая музыка итальянской эстрады 70-х, 80-х и 90-х годов.